# 札幌報恩学園
札幌報恩学園（さっぽろほうおんがくえん）は、北海道札幌市厚別区にある知的障害者を対象とした社会福祉法人札幌報恩会の障害者支援施設。

## 概要
大正7年11月30日北海道庁立感化院院長であった小池九一により藻岩村大字山鼻村（札幌市中央区南14条西16丁目）に私立の少年教護施設として創設された。昭和37年12月20日に現在の札幌市上野幌の地に移転。戦後北海道で最初の精神薄弱者施設と養護学校を開設したが、平成8年に養護学校を廃止。現在は入所定員145名の障害者支援施設となる。

## 沿革
- 1918年（大正7年）11月30日 - 小池九一氏が私立感化教育機関「札幌報恩学園」を創設
- 1922年（大正11年）10月31日 -財団法人「札幌報恩学園」設立認可
- 1949年（昭和24年）9月26日 - 私立養護学校設置認可
- 1952年（昭和27年)5月14日 - 「社会福祉法人札幌報恩学園」へ組織変更
- 1983年（昭和58年)9月1日 - 法人名称を「社会福祉法人札幌報恩学園」から「社会福祉法人札幌報恩会」に変更
- 1996年（平成8年）6月17日 - 私立札幌報恩学園養護学校廃止
- 2010年（平成22年）4月1日 - 「札幌報恩学園」障害者支援施設へ移行

## 主な事業
- 障害者支援施設事業－札幌報恩学園
- 障害者支援施設事業－グリーンホーム厚別
- 宿泊型自立訓練施設－のぞみ寮
- 多機能型生活介護・就労継続支援（B型）事業－ワークショップ上野幌
- 就労継続支援事業（B型）－ホープス
- 一体型GH・CH事業－くるみ寮
- 生活介護事業－そよ風
- 居宅介護事業・重度訪問介護事業・行動援護事業・移動支援事業－サポート91
- 相談支援事業－ステーション106
- 保育所事業－まごころ保育園
- 就業・生活支援事業(札幌市委託）－就業・生活相談室しんさっぽろ

## 創立関係者
- 小池九一 － 初代理事長兼園長、札幌報恩学園創立者
- 黒澤酉蔵 － 雪印乳業設立者、酪農学園大学初代理事長兼園長

## 所在地・アクセス
- 社会福祉法人札幌報恩会　本部３階
住所　〒004-0039　北海道札幌市厚別区厚別町上野幌822

・公共交通機関アクセス
JR上野幌駅より徒歩10分
ジェイ・アール北海道バス 報恩学園前より徒歩5分

## 札幌報恩学園に関する文献
- 平中忠信（北海道社会福祉史研究会顧問）著 『小池九一』シリーズ福祉に生きる42（青空社）
- STVラジオ(編集)  第四集 ほっかいどう百年物語 （中西出版）
- 北海道の歴史と福祉編集委員会（編集） 北海道の歴史と福祉（北海道社会福祉史研究会）
- 山下充郎（編集） 社会福祉法人札幌報恩会七十年の譜（札幌報恩会）
- 市澤豊（著） 戦後発達障害児教育実践史（明石書店）